# Oxythrips nobilis
Oxythrips nobilis är en insektsart som beskrevs av Bagnall 1927. Oxythrips nobilis ingår i släktet Oxythrips och familjen smaltripsar. Inga underarter finns listade i Catalogue of Life.